# Boumdeid
Boumdeid är en stad i centrala Mauretanien med 286 invånare (2013). Staden är huvudort i departementet Boumdeid som ligger i regionen Assaba.